# Incident Command System
Das Incident Command System (ICS) (wörtlich: Einsatzleitsystem) ist ein US-amerikanisches Management-System zur Führung und Leitung von Feuerwehreinsätzen. Es ist das amerikanische Pendant zur Feuerwehr-Dienstvorschrift 100 Führung und Leitung im Einsatz. Das ICS wird in allen Verfahren verwendet, in welchem ‚mental‘ eine Koordination erforderlich ist. Als Beispiel seien hier Planung von Veranstaltungen und die Katastrophenvorbereitungen in Krankenhäusern (Hospital Emergency Incident Command System, HEICS) genannt.

## Organisation

### Personalfunktionen
Das ICS hat fünf Führungs- und Funktionsbereiche im Incident Command der Einsatzleitung mit dem Incident Commander (ICT1 bis ICT5; Einsatzleiter) und seinem unmittelbaren Führungsstab (Command Staff).
Dieser besteht aus:
- dem Führungs- und Funktionsbereichen des Stabes (ICS General Staff Positions) mit Bereichen,
  - Operations für die taktische Einsatzführung,
  - Operations Section Chief dem Abschnittsleiter (OSC1 bis OSC3),
  - Planning für die Einsatzplanung und dem Planning Section Chief (PSC1, PSC2),
  - Logistics (Logistik) und dem Logistics Section Chief (LSC1, LSC2),
  - Finance/Administration als Finanz- und Verwaltungseinheit und dem Finance/Administration Section Chief (FSC1, FSC2),
- dem Information Officer (IOF1 bis IOF3 Pressesprecher),
- dem Liaison Officer (LOFR; Verbindungsoffizier zwischen den beteiligten Organisationen),
- und dem Safety Officer (SOF1 bis SOF3; Sicherheitschef).

## Größe
Eingeteilt wird das ICS-Management zugleich in fünf Qualitätsebenen (Types 1–5),
die sowohl der Art des jeweiligen Schadensereignisses als auch der Qualifikation der
Führungs- und Funktionskräfte entsprechen.
- Type 5, für Kleineinsätze, welche in der Ersteinsatzphase bewältigt werden können und weniger als sechs Einsatzkräfte benötigen.
- Type 4, für Kleinbrände und kleine Verkehrsunfälle, welche aber nicht in der Ersteinsatzphase beendet werden können. Hier stellt der Einsatzleiter alle Funktionen.
- Type 3, für Mittel- und Großbrände, Technische Hilfeleistung, größere Sucheinsätze, Einsätze mit kriminellem Hintergrund mit eventuellen Folgeeinsätzen, hier werden bei Bedarf weitere Stabs- und Funktionsbereiche gebildet.
- Type 2, für große Wald- und Flächenbrände. Hier werden alle Funktionsbereiche (Sections) personell besetzt. Außerdem wird ein Fire/Base Camp, also ein Einsatz- oder Basislager eingerichtet, in welchem die logistische Unterstützung, wie Nachschub und Verpflegung, geleitet wird.
- Type 1, Großschadensfälle wie große Wald- und Flächenbrände oder Naturkatastrophen. Es werden alle Funktionsbereiche personell besetzt. Außerdem können verschiedene, auch ortsfremde, Organisationen geführt werden.